# Sawczuki
Sawczuki (ukr. Савчуки, Sawczuky) – wieś na Ukrainie, w obwodzie rówieńskim, w rejonie dubieńskim, w hromadzie Kozin. W 2024 liczyła 298 mieszkańców.
W okresie międzywojennym wieś znajdowała się w granicach II RP, wchodząc w skład gminy Krupiec w powiecie dubieńskim, w województwie wołyńskim.